# ريو برانكو دو إيفاي
ريو برانكو دو إيفاي هي بلدية في ولاية بارانا في المنطقة الجنوبية من البرازيل.   